# ادموند شحاده
ادموند شحاده (عربی: ادمون جوزيف شحاده؛ زادهٔ ۳۰ سپتامبر ۱۹۹۳) بازیکن فوتبال اهل لبنان است.
وی همچنین در تیم‌های ملی فوتبال تیم ملی فوتسال لبنان و لبنان بازی کرده‌است.